# Szadek (Blizanów)
Pour les articles homonymes, voir Szadek (homonymie).
Szadek est une localité polonaise de la gmina de Blizanów, située dans le powiat de Kalisz en voïvodie de Grande-Pologne.